# Beyoğlu Yeni Çarşı FK

Halide Edip Adıvar SK logo

Beyoğlu Yeni Çarşı FK und Halide Edip Adıvar SK ist ein türkischer Fußballverein aus Istanbul, der nach der türkischen Schriftstellerin Halide Edip Adıvar benannt ist.

## Geschichte
Halide Edip Adıvar SK nahm in den 1990er Jahren an lokalen Turnieren teil, 2004 wurde der Fußballverein Kasımpaşa Harb-İş Dikimevi gekauft, anschließend wurde der Verein in seinen heutigen Namen umbenannt, die Vereinsfarben wurden auf Rot und Weiß abgeändert und das Gründungsjahr als 2004 angegeben.
In seiner jungen Geschichte spielte der Verein in der Bölgesel Amatör Lig, dies änderte sich jedoch in der Saison 2013/14. Dort belegte der Verein nach Ende der Saison den zweiten Platz mit 60 Punkten und verpasste den ersten Platz nur knapp, da Spitzenreiter Edirne Spor Gençlik einen Punkt mehr hatte, somit qualifizierte man sich für die Relegation zu der TFF 3. Lig. Dort besiegte man am 27. April 2014 Sorgun Belediyespor mit 4:3 nach Elfmeterschießen, nachdem das Spiel nach 120 Minuten mit 1:1 ausgegangen war, damit stieg Halide Edip Adıvar in die TFF 3. Lig auf.
In der Viertligasaison 2014/15 verfehlte die Mannschaft den Klassenerhalt der TFF 3. Lig und stieg damit in die Bölgesel Amatör Lig ab. Bereits nach einer Saison kehrte der Verein im Sommer 2016 wieder in die TFF 3. Lig zurück.

## Trainer (Auswahl)
- Zeki Ersoy
- Adnan Toros

## Präsidenten (Auswahl)
- Şafak Aydın Silin
- Sedat Cengiz